# Wiktoria Duchnowska
Wiktoria Duchnowska (ur. 16 grudnia 2000) – polska koszykarka, występująca na pozycjach rzucającej lub niskiej skrzydłowej, obecnie zawodniczka Contimax MOSIR Bochnia.
Jej starsza siostra Paula jest także koszykarką. 

## Osiągnięcia
Stan na 3 kwietnia 2023, na podstawie, o ile nie zaznaczono inaczej.

### Drużynowe
Seniorskie
- Wicemistrzyni Polski (2022)[3]
- Uczestniczka międzynarodowych rozgrywek:
  - Eurocup (2021/2022)
  - Europejskiej Ligi Koszykówki Kobiet (EWBL – od 2022)

Młodzieżowe
- Mistrzyni Polski juniorek (2017, 2018)[4][5]
- Brązowa medalistka mistrzostw Polski:
  - kadetek (2015)[6]
  - juniorek starszych (2019)[7]

### Reprezentacja
- Uczestniczka mistrzostw Europy U–20 (2019 – 7. miejsce)[8]